# Atacante (futebol)

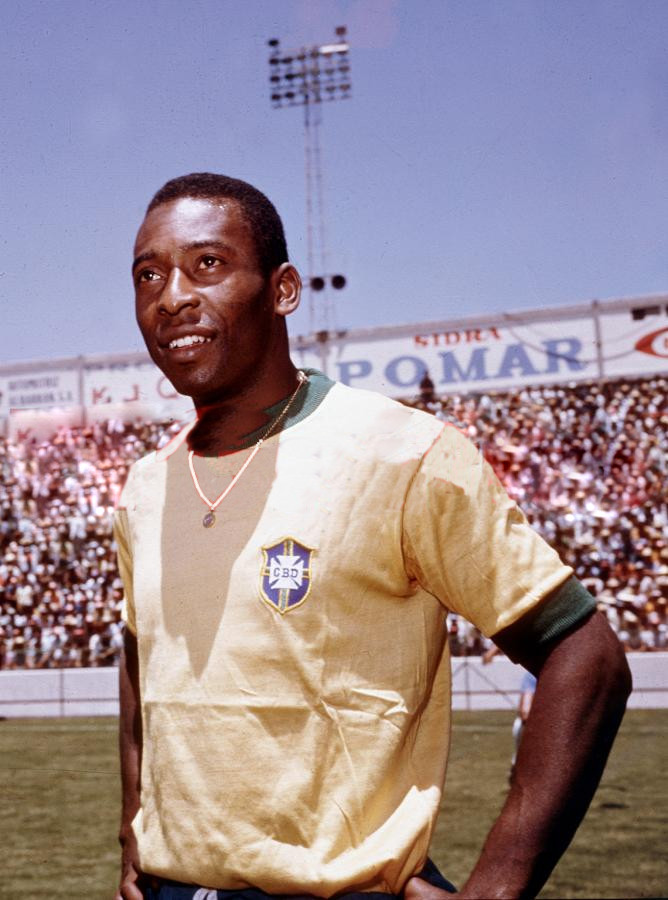
O Atacante Pelé, considerado como o maior atleta de todos os tempos.

No futebol, o atacante(pt-BR) ou avançado(pt-PT?) é uma posição de campo que joga principalmente mais à frente no campo do que os meio-campistas e defensores. Sua posição avançada e responsabilidades defensivas limitadas significam que os atacantes normalmente marcam mais gols em nome de seu time do que outros jogadores. 
Posições de ataque geralmente favorecem jogadores diretos que atravessam a defesa do oponente para criar chances de gol, onde se beneficiam da falta de previsibilidade no jogo de ataque. As formações de equipe modernas normalmente incluem de um a três atacantes. Por exemplo, o comum 4–2–3–1 inclui um atacante. Formações menos convencionais podem incluir mais de três atacantes, ou às vezes nenhum.

## Centroavante

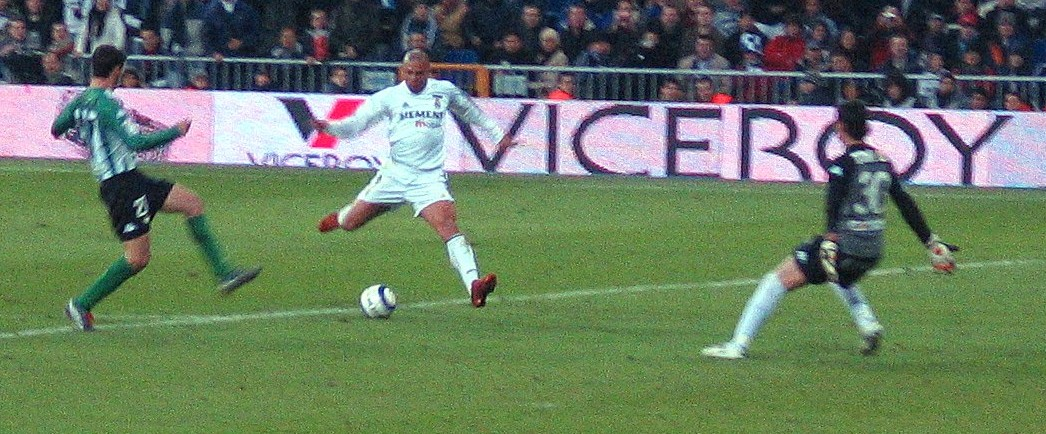
O centroavante brasileiro Ronaldo (no meio, de branco) chutando ao gol. Um centroavante multifuncional, ele influenciou uma geração de atacantes que o seguiu.

O centroavante (às vezes chamado de ponta de lança em Portugal) é o jogador que ocupa a frente máxima da parte central do ataque. Seu papel principal é marcar a maioria dos gols em nome do time. Se forem jogadores altos e físicos, com boa capacidade de cabeceio, o jogador também pode ser usado para chegar ao final de cruzamentos, ganhar bolas longas ou receber passes e manter a posse da bola de costas para o gol enquanto os companheiros de equipe avançam, a fim de fornecer profundidade para seu time ou ajudar os companheiros de equipe a marcar, fornecendo um passe ('bola em profundidade' para a área ), a última variação geralmente requer ritmo mais rápido e boa movimentação, além da capacidade de finalização. A maioria dos centroavantes modernos opera na frente dos segundos atacantes e meias-atacantes e faz a maior parte do manuseio da bola fora da área.
Quando os números foram introduzidos na final da Copa da Inglaterra de 1933, um dos dois centroavantes naquele dia usava o número 9 — Dixie Dean, do Everton, um atacante forte e poderoso que havia estabelecido o recorde de mais gols marcados em uma temporada no futebol inglês durante a temporada de 1927–28. O número então se tornaria sinônimo da posição de centroavante (usado apenas naquele dia porque um time era numerado de 1 a 11, enquanto o outro era numerado de 12 a 22).

## Segundo atacante
O segundo atacante, também chamado de avançado recuado (e às vezes ponta de lança no Brasil), é o atacante que se posiciona por trás do centroavante. São os atacantes que se movem pelo gramado, buscando possibilidades de penetrar à defesa e criar espaços puxando a marcação. A posição de segundo atacante é uma descrição vagamente definida e muitas vezes mal compreendida de um jogador posicionado em uma função livre, em algum lugar entre o centroavante e o meia-atacante, embora possivelmente mostre algumas das características de ambos.

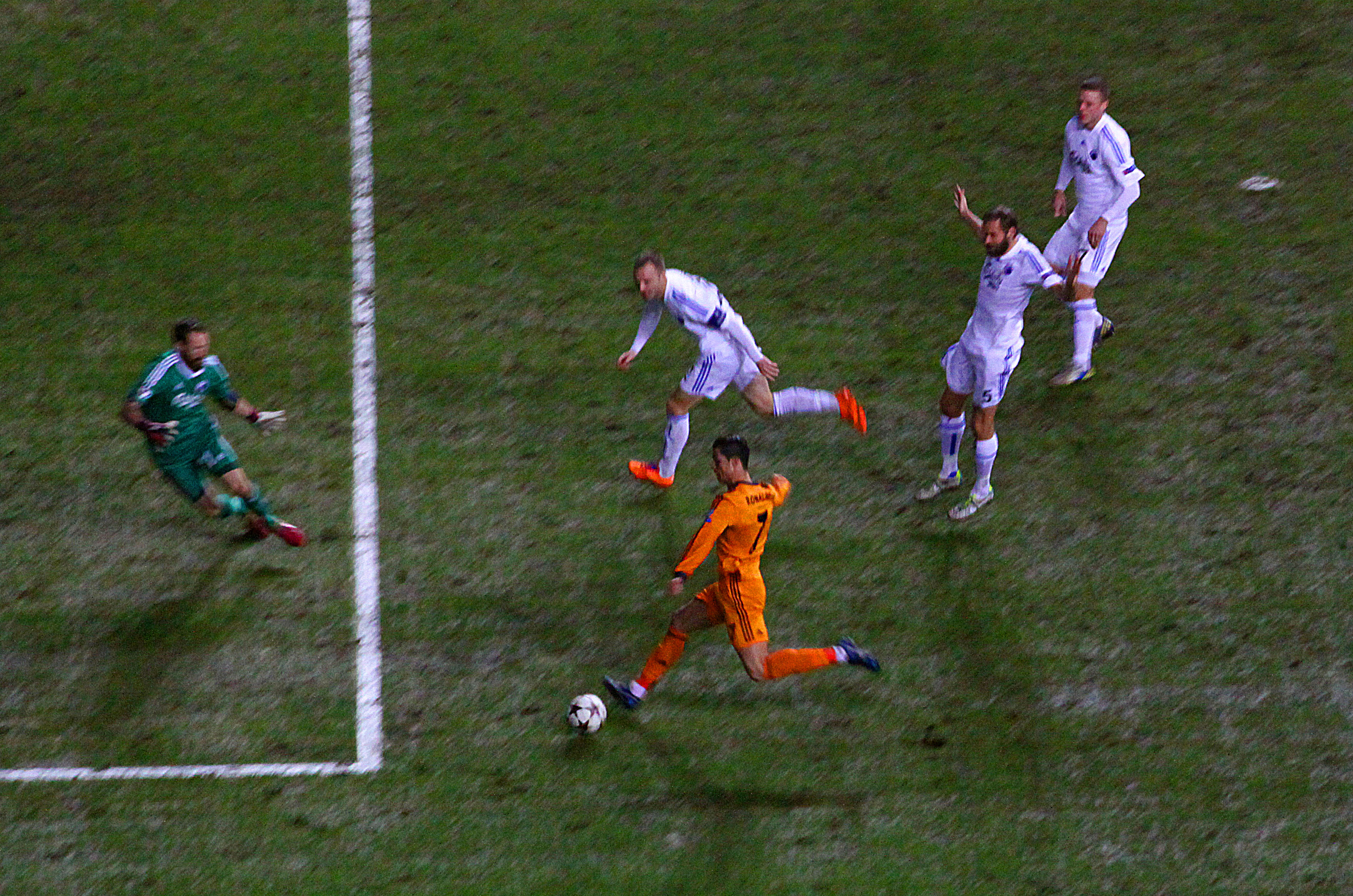
O atacante português Cristiano Ronaldo (de laranja) finalizando ao gol

Este jogador também deve ser capaz de se posicionar bem para receber passes e, posteriormente, criar ou finalizar uma oportunidade de gol. Eles também devem ser capazes de finalizar bem com qualquer um dos pés, bem como com a cabeça (o que é menos comum, visto que muitos segundos atacantes são jogadores criativos de menor altura), pois isso levará a uma boa porcentagem de chance em tentativas de gol e dará ao seu time uma vantagem ofensiva. Embora sejam frequentemente utilizados em uma função livre, e tenham "licença para vagar", e corram para a frente, ou fiquem mais para trás para pegar a bola em áreas mais profundas, dando-lhes mais tempo e espaço na posse, os segundos atacantes não tendem a se envolver tanto na orquestração de ataques quanto o meia-atacante, nem trazem tantos outros jogadores para o jogo, uma vez que não compartilham o fardo da responsabilidade, funcionando predominantemente em uma função de apoio como provedores de assistências.

### Falso 9

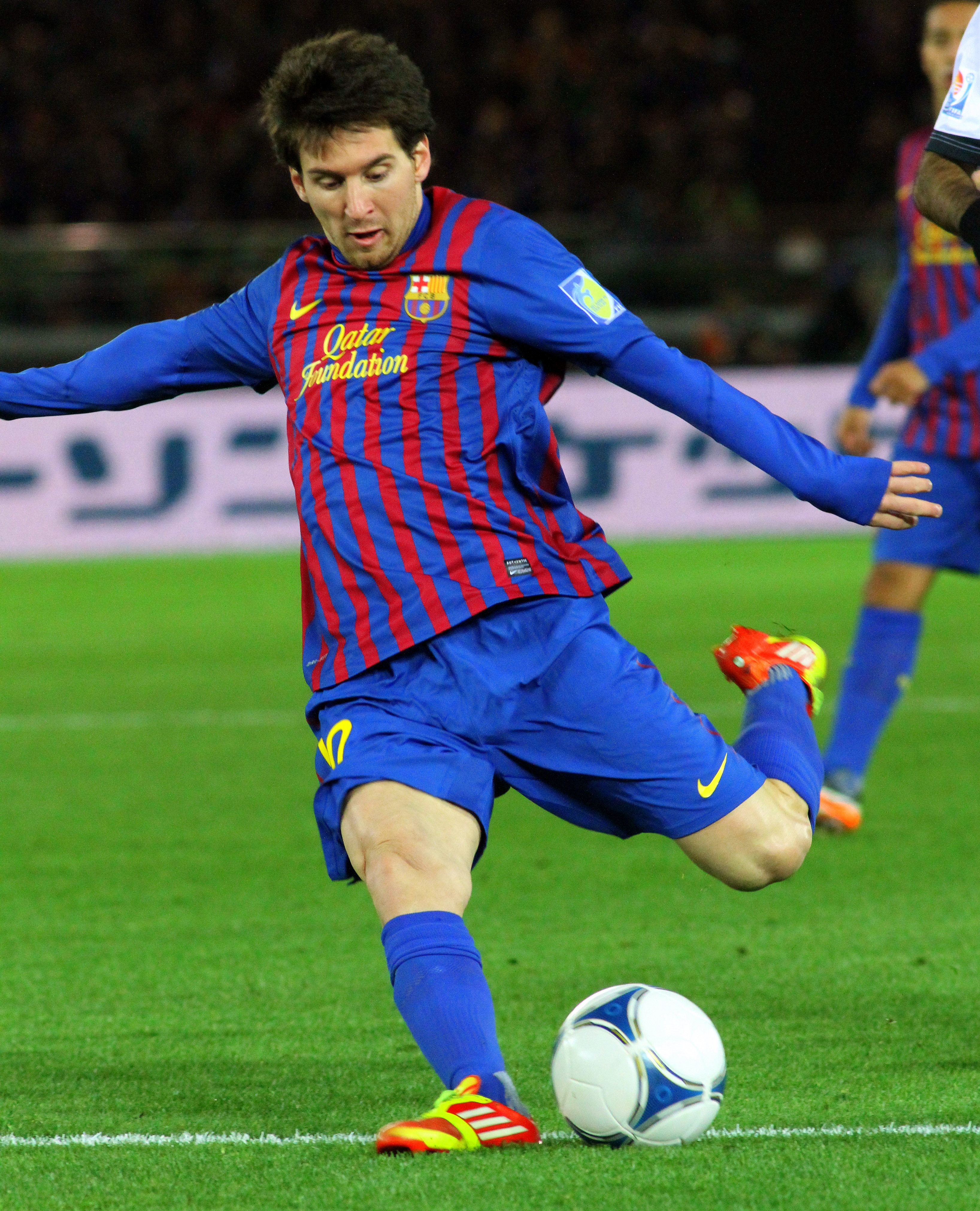
Lionel Messi foi utilizado como falso 9 ao longo de sua carreira.

Falso 9 é um estilo de jogo atribuído aos segundos atacantes quando estes não estão em presença de um centroavante no time. Ele atua flutuando pelo setores de ataque e meio-campo (entre as linhas dos volantes e zagueiros do time adversário) realizando diversas funções, a fim de puxar a marcação e abrir espaços para quem vem de trás, geralmente os pontas. Apesar do uso desse tipo de estratégia não ser novo no futebol — usado desde os anos 30 — o conceito começou a ser discriminado como estratégia somente há poucos anos.

## Ponta ou extremo

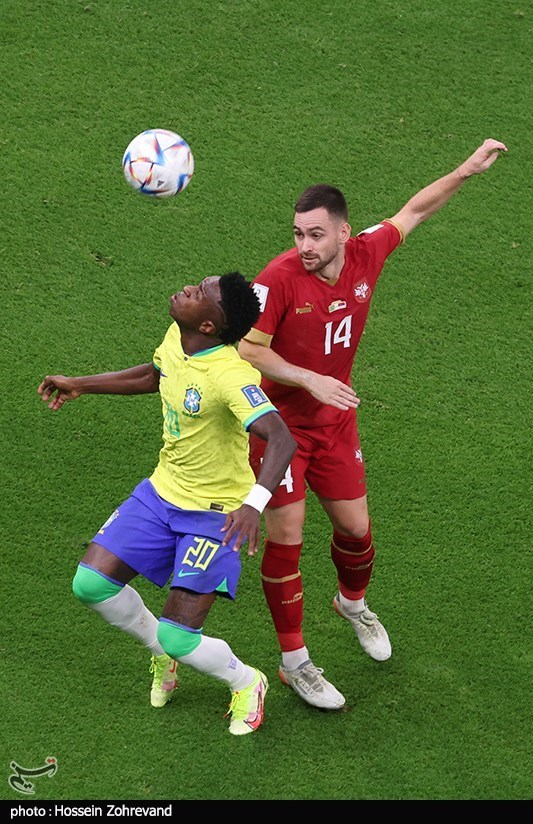
O ponta-esquerda Vinícius Júnior disputando bola com Andrija Živković na Copa do Mundo FIFA 2022.

O ponta(pt-BR) ou extremo(pt-PT?) são jogadores que atuam no ataque sempre pelas pontas do campo de ataque, daí o nome. Sua principal função é abrir e armar jogadas pelas pontas e conduzir o jogo para a linha de fundo cruzando a bola para área ou adentrando a mesma para passes rasteiros ou finalização. Esses jogadores têm por função montar as jogadas laterais de ataque. O esquema que pode suportar dois pontas (um esquerdo e um direito) é um 4–3–3 clássico, com um centroavante fixo na área. Esse sistema foi muito usado nas décadas de 60 e 70 (impulsionado pelos fenômenos Garrincha, George Best, entre outros). Há de lembrar que o trabalho do ponta não incluía a função defensiva tão cobrada atualmente, ou seja, ao ponta era exigido apenas jogadas agudas em direção ao gol do adversário.
A posição é tida como extinta por muitos mas é comum ainda ver jogadores que ainda atuam na posição. Ao longo da história do futebol, os pontas foram recuados para o meio-campo adotando a função de winger, auxiliando também em funções defensivas, embora grande parte das pessoas ainda se refiram à eles como pontas.

### Ponta invertido
Nos últimos anos, tem havido uma tendência de jogar com pontas invertidos — jogadores abertos posicionados no lado "errado" do campo, a fim de permitir que eles cortem para dentro e chutem com seu pé mais forte e, às vezes, forneçam cruzamentos. Essa tática foi usada por Frank Rijkaard que, enquanto treinava o Barcelona, moveu Lionel Messi da ponta esquerda para a ponta-direita, inicialmente contra a vontade do jogador. Isso permitiu que ele cortasse para o centro e chutasse ou cruzasse com o pé esquerdo. Outro exemplo de uma parceria bem-sucedida de ponta invertido foi a dupla do Bayern de Munique do canhoto Arjen Robben ao lado do destro Franck Ribéry, nas pontas direita e esquerda, respectivamente.